# Plagiorhynchus reticulatus
Plagiorhynchus reticulatus är en hakmaskart som först beskrevs av Westrumb 1821.  Plagiorhynchus reticulatus ingår i släktet Plagiorhynchus och familjen Plagiorhynchidae. Inga underarter finns listade i Catalogue of Life.